# Cecilie Gotaas Johnsen

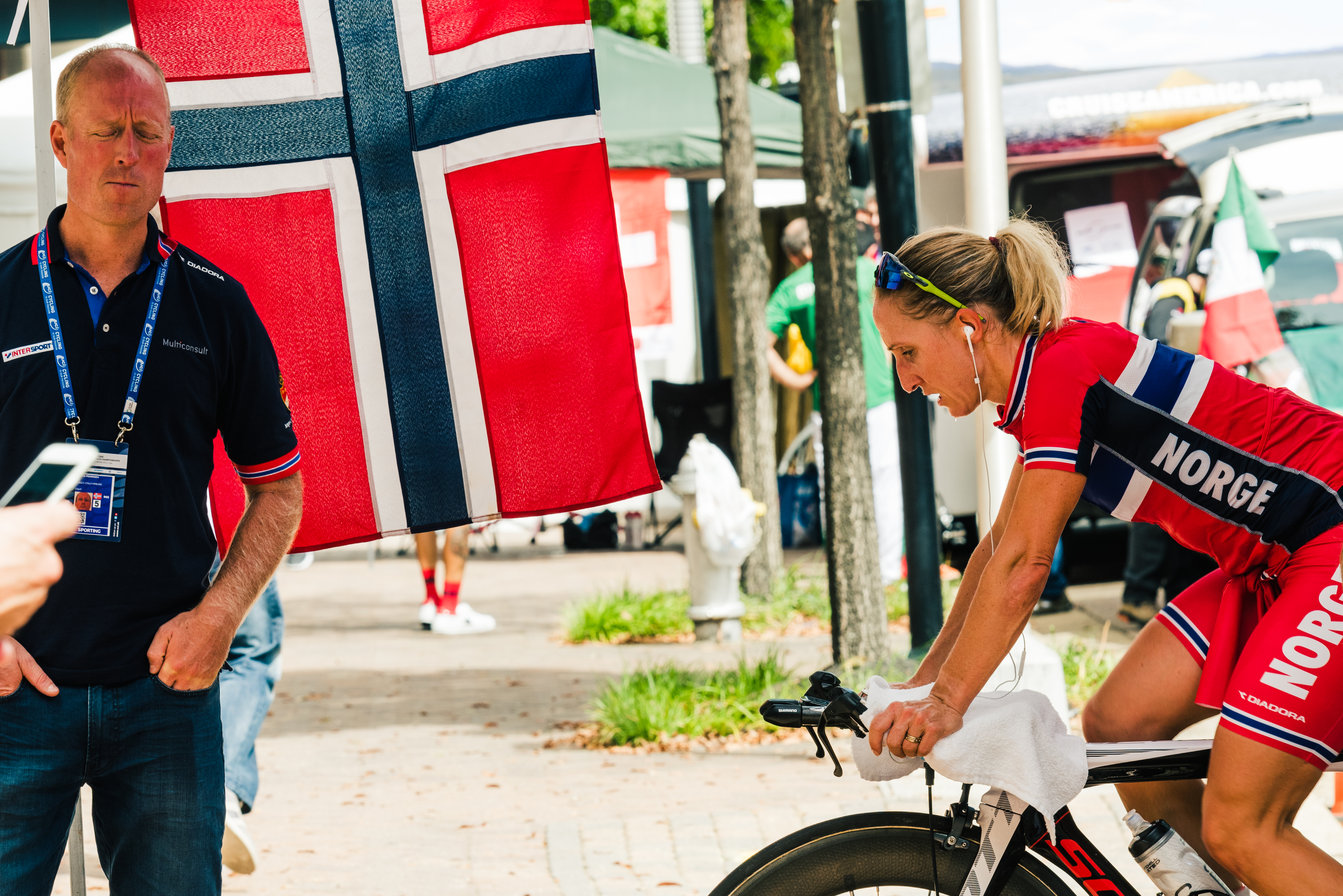
Gotaas Johnsen bei den UCI-Straßen-Weltmeisterschaften 2015

Cecilie Gotaas Johnsen (* 20. April 1976) ist eine ehemalige norwegische Radrennfahrerin sowie Fußballspielerin und Sportfunktionärin.

## Sportlicher Werdegang
Gotaas Johnsen spielte in den 1990er Jahren für den Trondheims-Ørn SK, mit dem sie in der Toppserien antrat. Mit der Mannschaft gewann sie dreimal den norwegischen Meistertitel. Später war sie als Radrennfahrerin aktiv. Der Weltradsportverband Union Cycliste Internationale führt für sie sechs Siege in seiner Statistik. Unter anderem gewann sie zweimal Titel bei den norwegischen Straßen-Radmeisterschaften – 2013 im Straßenrennen, 2015 im Zeitfahren. Zwischen 2012 und ihrem Karriereende 2017 fuhr sie dabei für das Team Hitec Products.
Anfang 2022 kündigte Gotaas Johnsen ihre Kandidatur für die Vorstandswahlen bei Rosenborg Trondheim an. Bei der Jahreshauptversammlung im April wurde sie zur Nachfolgerin des langjährigen Vorsitzenden Ivar Koteng gewählt. Zudem wurde beschlossen, die Männer- und Frauenabteilung, die aus Trondheims-Ørn SK hervorgegangen war, ab 1. Januar 2023 zusammenzulegen und damit beide unter ihre Verantwortung zu stellen.